# Ernst Friedrich Leutrum von Ertingen

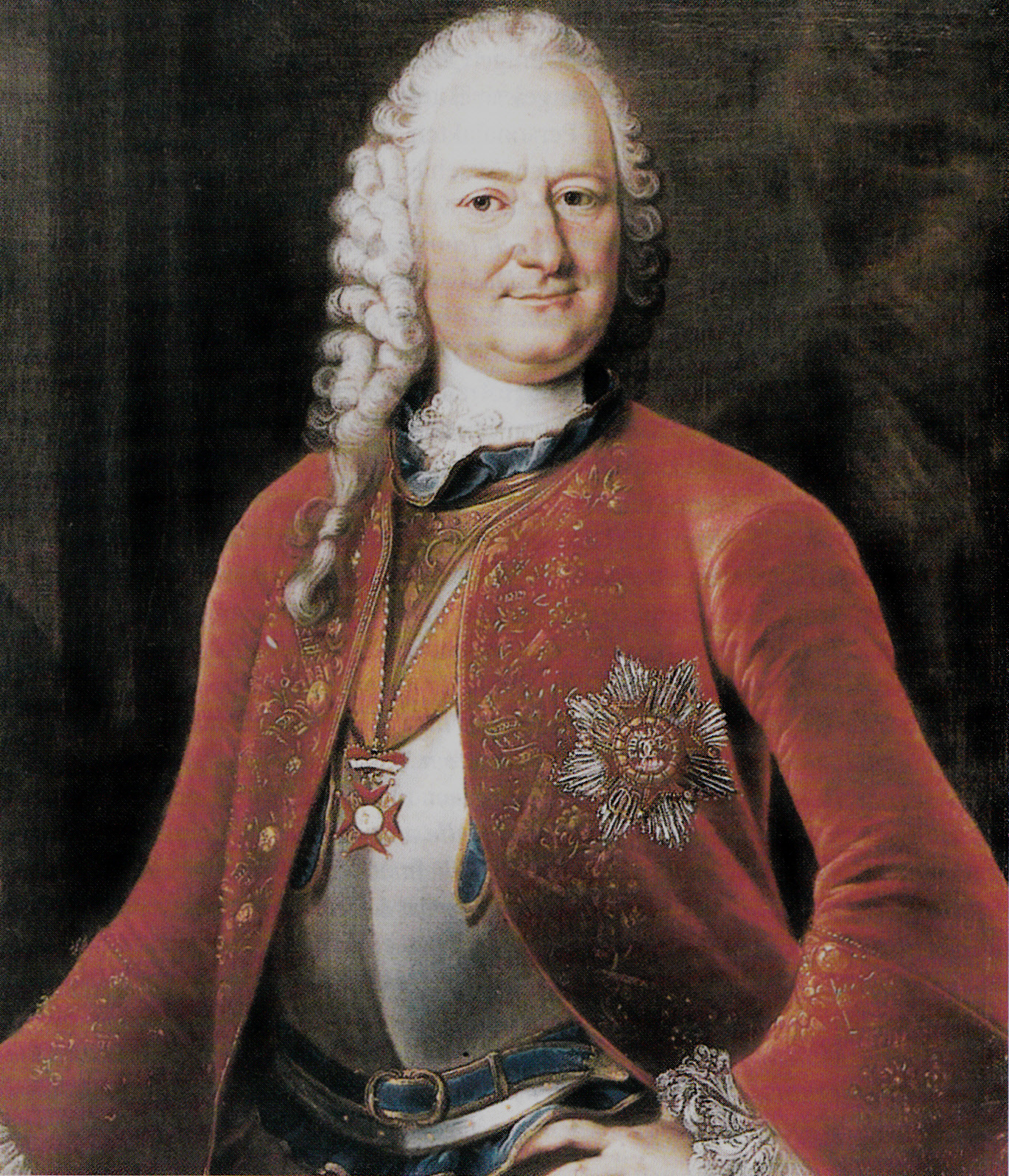
Ernst Friedrich Leutrum von Ertingen um 1751 auf einem Gemälde von Philipp Heinrich Kisling

Ernst Friedrich Leutrum von Ertingen (* 17. Juni 1690 in Tübingen; † 5. Mai 1760 in Kusterdingen-Wankheim) war baden-durlachischer Landvogt des Oberamts Rötteln und badischer Geheimer Rat.

## Leben

### Ausbildung und Werdegang
Einen Teil seiner Ausbildung absolvierte Leutrum in Neuchâtel, Lausanne und Genf. Er erlernte die französische Sprache und studierte Philosophie und Geometrie. 1708 wurde er an der Eberhard Karls Universität Tübingen immatrikuliert. Über die Studienfächer ist nichts dokumentiert. Aufgrund seiner späteren Tätigkeit und seiner Beschreibung des Oberamts Rötteln, wird vermutet, dass er sich auch mit den Kameralwissenschaften befasste. 1715 wurde Leutrum von Markgraf Karl III. Wilhelm von Baden-Durlach zum Hofrat und wirklichen Kammerjunker mit Sitz und Stimme im Hofrats-Kollegium ernannt. 1716 erhielt er die Oberaufsicht über das markgräfliche Kameralwesen, das er auch reorganisieren sollte. Im Februar 1717 wurde er auch offiziell Präsident des Rentkammer-Kollegiums. Bereits im Oktober 1717 erhielt er als Landvogt des Oberamts Rötteln eine neue Aufgabe. Als Nachfolger des altershalber ausgeschiedenen Bernhard von Gemmingen übernahm er die Verwaltung des größten baden-durlachischen Oberamts, wozu auch die Aufsicht über das Forstwesen und die Bergwerke gehörte. Im gleichen Jahr heiratete er, wodurch er einer der Herren im Kondominium Unterriexingen wurde. 1726 wurde Leutrum zum Geheimen Hofrat der Markgrafschaft Baden-Durlach ernannt. 
1740 erhielt Leutrum seinen Anteil am väterlichen Erbe, der seit 1734 unter der Verwaltung seiner verwitweten Mutter gestanden hatte. Leutrum wurde Herr zu Kreßbach, Eck und Wankheim. 1742 erwarb er das Rittergut Kilchberg mit dem Schloss Kilchberg. Seine Besitzungen konzentrierten sich im Raum Tübingen. Am 10. April 1747 wurde Leutrum noch zum Geheimen Rat ernannt. 
Nachdem der Ritterhauptmann des Ritterkantons Neckar-Schwarzwald-Ortenau, Joseph Clemens von Ow zu Felldorf 1746 verstorben war, zeichnete sich ab, dass Leutrum zu dessen Nachfolger gewählt werden würde. Die Regeln sahen einen Wechsel der Konfessionszugehörigkeit des Ritterhauptmanns vor und das Geschlecht der Leutrum von Ertingen hatte bereits eine Anzahl von Amtsträgern im Ritterkanton gestellt. Am 7. Juni 1747 teilte Leutrum dem jungen Markgrafen, Karl Friedrich mit, dass seine Wahl zum Ritterhauptmann erfolgt sei. Etwa einen Monat später informierte er, dass er sich beim Ritterkanton eine Frist von einem Jahr ausbedungen habe, um sein Amt als Landvogt zu übergeben. Das Geheimrats-Kollegium unter Friedrich Johann Emich von Üxküll-Gyllenband kam jedoch schon im Sommer 1747 zum Schluss, dass es aufgrund von Streitpunkten zwischen der Markgrafschaft und der Ritterschaft in der Ortenau zu Interessenkonflikten kommen könne und Leutrum daher früher aus den Diensten der Markgrafschaft ausscheiden sollte. Formal wurde der Austritt aus dem Dienst auf den 23. April 1748 festgelegt. Am 4. Mai 1748 wurde bekanntgegeben, dass Gustav Magnus von Wallbrunn zum neuen Landvogt bestimmt wurde. Leutrum wurde am 27. Mai 1748 verabschiedet. Er starb am 5. Mai 1760 und wurde in der Kirche von Kilchberg bestattet.

### Die Leutrumsche Handschrift

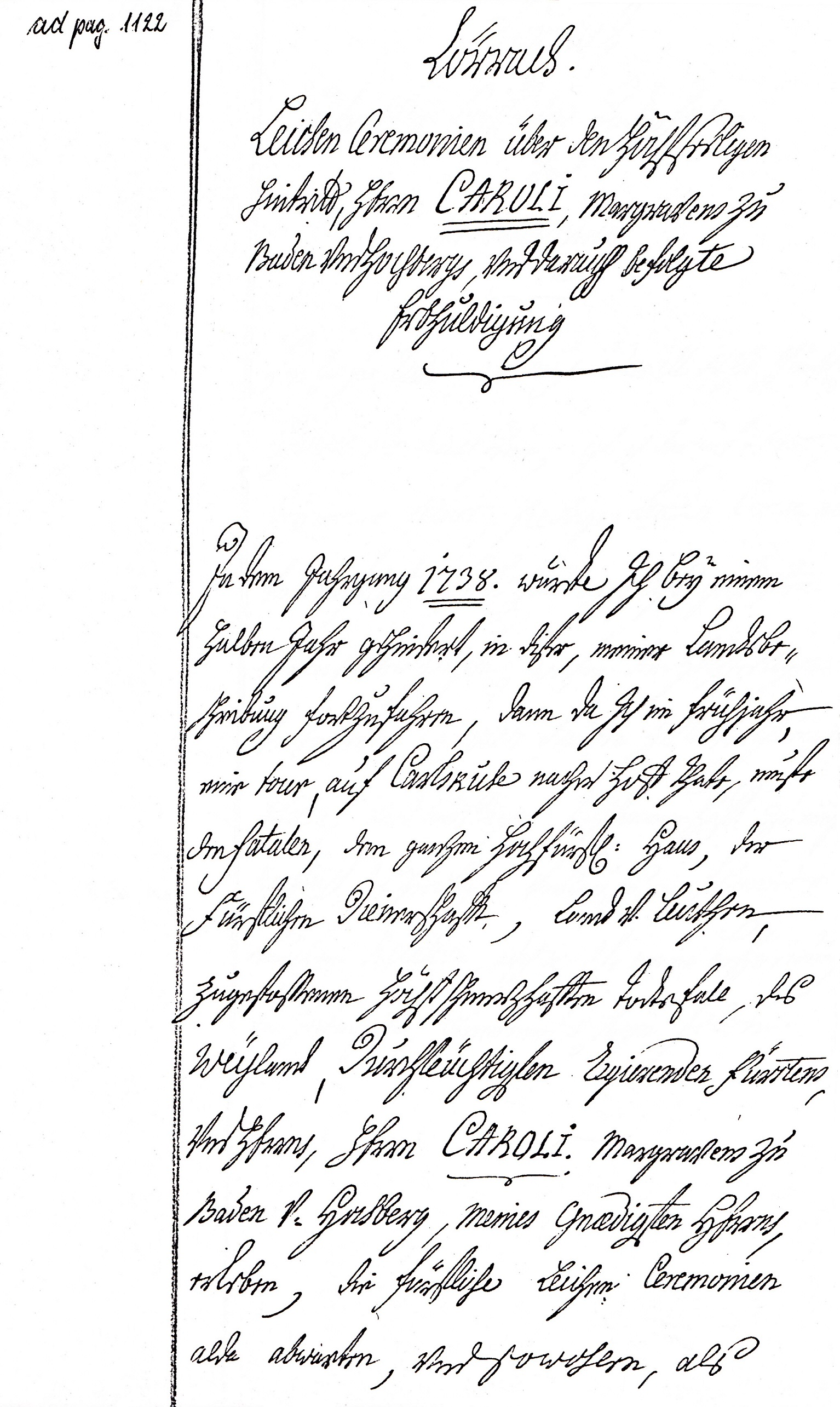
Auszug aus der Leutrumschen Handschrift

Bei der Leutrumschen Handschrift handelt es sich um die 1731 begonnene und am 27. März 1747 dem Markgrafen unvollendet überreichte Landesbeschreibung mit dem ausführlichen Titel:
Baden-Durlach in der Landgrafschaft Sausenberg und

Herrschaft Rötteln befindlichen Jurisdictionalia, Regalia

alt und neues Herkommen im Land und mit

der Nachbarschaft samt eines jeden Ortes

Beschaffenheit in specie, wie solches

von Zeit zu Zeit bei Oberamt

vorgekommen, aus Eingekommenen

Berichten und andern actis

ich gelesen, und gehört

habe angefangen

Lörrach, d. 10. Febr.

1 7 3 1

Nebst einer allgemeinen Darstellung der staatsrechtlichen, administrativen, wirtschaftlichen und sozialen Situation im Oberamt enthält die Handschrift 44 Ortsbeschreibungen. Leutrum schildert auch die Vorbereitung und Durchführung der Erbhuldigung vom 15. August 1738 in Lörrach. Amtsträger und Untertanen gelobten nach dem Tod des Markgrafen Karl III. Wilhelm, dem Prinzen Karl August von Baden-Durlach als Administrator der vormundschaftlichen Regierung die Treue.
Die Ortsbeschreibungen sind gegliedert nach den Viertels-Vogteien. Grundlagen für die Beschreibungen sind Dokumente aus den Registraturen und ein Fragebogen mit 27–29 Fragen zu den kirchlichen Verhältnissen, den Eigentumsverhältnissen, dem Steueraufkommen, der Einwohnerzahl und besonderen rechtlichen Verhältnissen. Vögte und Pfarrer hatten diese Fragen zu beantworten. Für einige Ortsbeschreibung z. B. von Weil am Rhein, sowie Lörrach mit seinen Ortsteilen wurden Zusammenfassungen publiziert.
Leutrum sammelte auch Verträge und andere rechtliche Dokumente. Hierzu gehören auch 22 Zunftordnungen der im Oberamt tätigen Zünfte, die einen Einblick in die Regelung des Wirtschaftslebens seiner Zeit geben.
Die Landesbeschreibung sollte offenbar die Grundlage für staatliche Eingriffe zur Verbesserung der Lebenssituation der Bewohner und damit auch des Steueraufkommens für den Markgrafen dienen. Es wird angenommen, dass der in Basel lebende baden-durlachische Geheimrat und Archivar Karl Friedrich Drollinger mit seiner Tätigkeit im Archiv Leutrums Landesbeschreibung unterstützt hat. Insgesamt wird die Handschrift als systematische Sammlung mit objektiver Wiedergabe der Fakten gewertet, wobei deren Auswertung und Deutung dem Leser überlassen wurde. Sie gilt noch heute als bedeutende historische Quelle.
Das Ergebnis der Sammeltätigkeit Leutrums über 16 Jahre nahm einen Umfang von 6276 Seiten an, die in acht Handschriftenbänden im Generallandesarchiv Karlsruhe aufbewahrt werden. Die von Leutrum selbst 1747 angeregte Fortsetzung des Werkes blieb aus und die markgräfliche Administration vermerkte „ad registraturam, bis man mehrere Zeit haben werde, solche durchzugehen“.

## Familie und Herkunft
Leutrum stammte aus dem Geschlecht der Leutrum von Ertingen und war der zweitälteste Sohn des baden-durlachischen Geheimrats Ernst Ludwig Leutrum von Ertingen und der Friderica Juliana von Stockheim. Er heiratete am 1. April 1717 Anna Margaretha von Sperberseck (1696–1786), mit der er fünf Töchter und vier Söhne hatte, wovon aber nur vier Töchter und ein Sohn das Erwachsenenalter erreichten:
- Maria Juliane (1718–1779) ⚭ Alexander Magnus Freiherr von Saint-André[14]
- Ernestina Wilhelmina (* 1720) verstarb ledig
- Friederike Charlotte (1723–1783) ⚭ Friedrich Daniel Freiherr von Saint-André[14]
- Anna Philippina Elisabetha (1732–1779) ⚭ Johann Ferdinand Freiherr von Tessin
- Christof Ludwig (1735–1765) – herzoglich württembergischer Kammerherr; starb kinderlos, womit diese Linie der Leutrum von Ertingen endet

## Ehrungen
Leutrum wurde 1717 mit dem badischen Hausorden der Treue ausgezeichnet. In Lörrach-Tumringen ist der Leutrumweg nach ihm benannt.

## Werke
- Leutrumsche Handschrift